# Voievodciînți, Moghilău
Voievodciînți (în ucraineană Воєводчинці) este un sat în comuna Skazînți din raionul Moghilău, regiunea Vinnița, Ucraina.

## Demografie
Componența lingvistică a localității Voievodciînți
     Ucraineană (98,89%)
     Rusă (1,11%)
Conform recensământului din 2001, majoritatea populației localității Voievodciînți era vorbitoare de ucraineană (98,89%), existând în minoritate și vorbitori de rusă (1,11%).